# محمد بن عبد الله (الناصر)
الناصر محمد بن عبد الله (ولد في 3 نوفمبر 1196 - توفي في 1 ديسمبر 1226) إمام الدولة الزيدية في اليمن من 1217 إلى 1226.

## تعيين كإمام المحتسب
ولد عز الدين محمد في براقش وهو نجل الإمام المنصور عبد الله الذي توفي عام 1217 بعد صراع طويل ضد الأيوبيين. وقد أنشئ فرع ثانوي من سلالة الأيوبيين باعتبارها القوة السياسية الرئيسية في اليمن منذ 1173. بعد وفاة المنصور عبد الله في كوكبان نصب عز الدين محمد إماما تحت مسمى الناصر محمد. ومع ذلك قال بأنه مجرد الإمام المحتسب وهذا يعني أنه كان مؤهلا فقط لحماية المجتمع ولكن ليس لإمامة الصلاة العامة أو إصدار أحكام قانونية. علاوة على ذلك جدد الأيوبيون هجومهم العسكري بعد وفاة المنصور. سيطرت قوات السلطان الملك المسعود على صنعاء، زاهر، هوث، والجوف في الفترة من 1217 إلى 1218. في عام 1220 عقد السلطان الأيوبي معاهدة مع الناصر محمد مما أدى إلى انشقاق داخل المعسكر الزيدي. سلطة الناصر محمد معترف بها فقط في الأجزاء الجنوبية من الأراضي الزيدية في المرتفعات اليمنية. الإمام الهادي يحيى أبقى السلطة في صعدة في الشمال.

## هزيمة على أيدي الأيوبيين
في عام 1226 سار الناصر محمد بقواته إلى صنعاء الأيوبية التي يتواجد بها 700 فارس و2000 جندي مشاة. قاوم الأميران الأخوان بدر الدين ونور الدين - اللذان أسسا في وقت لاحق السلالة الرسولية - كممثلين للحاكم الأيوبي المسعود يوسف. وقد خاضت معركة عنيفة قرب صنعاء في 23 يوليو. بارز بدر الدين بقتالية في المعركة التي استمرت حتى الليل. انهزمت القوات الزيدية. أصيب الناصر محمد بسهم في عينه وركب مع الناجين إلى ثلا. بعد الهزيمة نجا فقط 40 من الخيالة والجنود في ظل راية الإمام. توفي في وقت لاحق في هوث. لم يكن لدى الناصر محمد العديد من الإخوة الذين لعبوا دورا هاما في التاريخ اليمني حتى وقت متأخر من القرن الثالث العشر.